# Fred Ramdat Misier

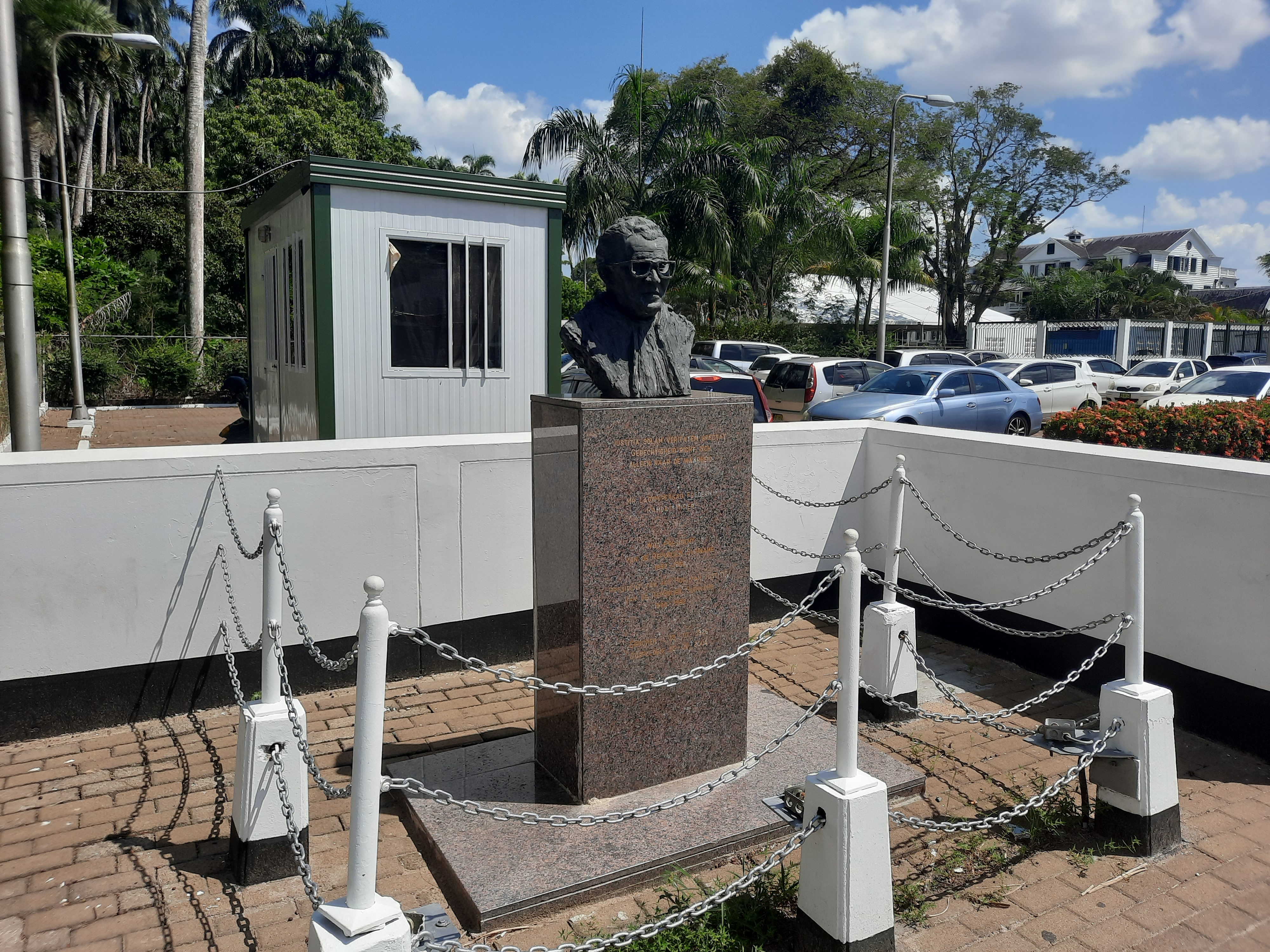
Borstbeeld van Ramdat Misier aan de Grote Combéweg, naast de Palmentuin, onthuld in 2016

Lachmipersad Frederik (Fred) Ramdat Misier (Paramaribo, 28 oktober 1926 – aldaar, 25 juni 2004) was een Surinaamse jurist en politicus. Hij was van 1982 tot 1988 waarnemend president van Suriname.

## Biografie
Ramdat Misier studeerde rechten en werkte daarna als ambtenaar voor de griffie van Paramaribo. In mei 1952 werd hij Hoofd van het Bureau Kosteloze Rechtsbijstand van Suriname. In 1961 werd hij in Nederland waarnemend griffier van het kantongerecht in Utrecht. Van 1961 tot 1963 was hij waarnemend lid van het Surinaamse Hof van Justitie. In 1963 werd hij lid van het Hof van Justitie.
Na de onafhankelijkheid van Suriname werd Ramdat Misier vicepresident van het Hof van Justitie. Volgens een bepaling in de grondwet van Suriname, wordt de (vice)president van het Hof, na een onverwacht aftreden van een staatspresident, waarnemend president van de republiek. Deze situatie deed zich in februari 1982 voor, toen president Henk Chin A Sen na een conflict met legerleider Bouterse aftrad. Volgens de grondwetsbepaling volgde Ramdat Misier hem als president op.
Ramdat Misier vervulde het ambt van waarnemend president tot februari 1988, toen hij als president werd opgevolgd door Ramsewak Shankar.
Fred Ramdat Misier overleed in 2004 op 77-jarige leeftijd.
Postuum werd in juli 2007 zijn borstbeeld aan de Grote Combéweg onthuld door president Ronald Venetiaan en weduwe Hilda Ramdat Misier-Dewanchand. Zij was ook de initiatiefnemer van het beeld.

## Kabinetten
De volgende kabinetten dienden onder zijn presidentschap
| Kabinet       | Premier             | Periode   |
| ------------- | ------------------- | --------- |
| Neijhorst     | Henry Neijhorst     | 1982-1983 |
| Alibux        | Errol Alibux        | 1983-1984 |
| Udenhout I    | Wim Udenhout        | 1984-1985 |
| Udenhout II   | Wim Udenhout        | 1985-1986 |
| Radhakishun   | Pretaap Radhakishun | 1986-1987 |
| Wijdenbosch I | Jules Wijdenbosch   | 1987-1988 |